# Amphoe Na Pho
 Amphoe Na Pho (thaï : นาโพธิ์) est un amphoe de la province de Buriram.